# Instituto Nacional de Estadística e Informática

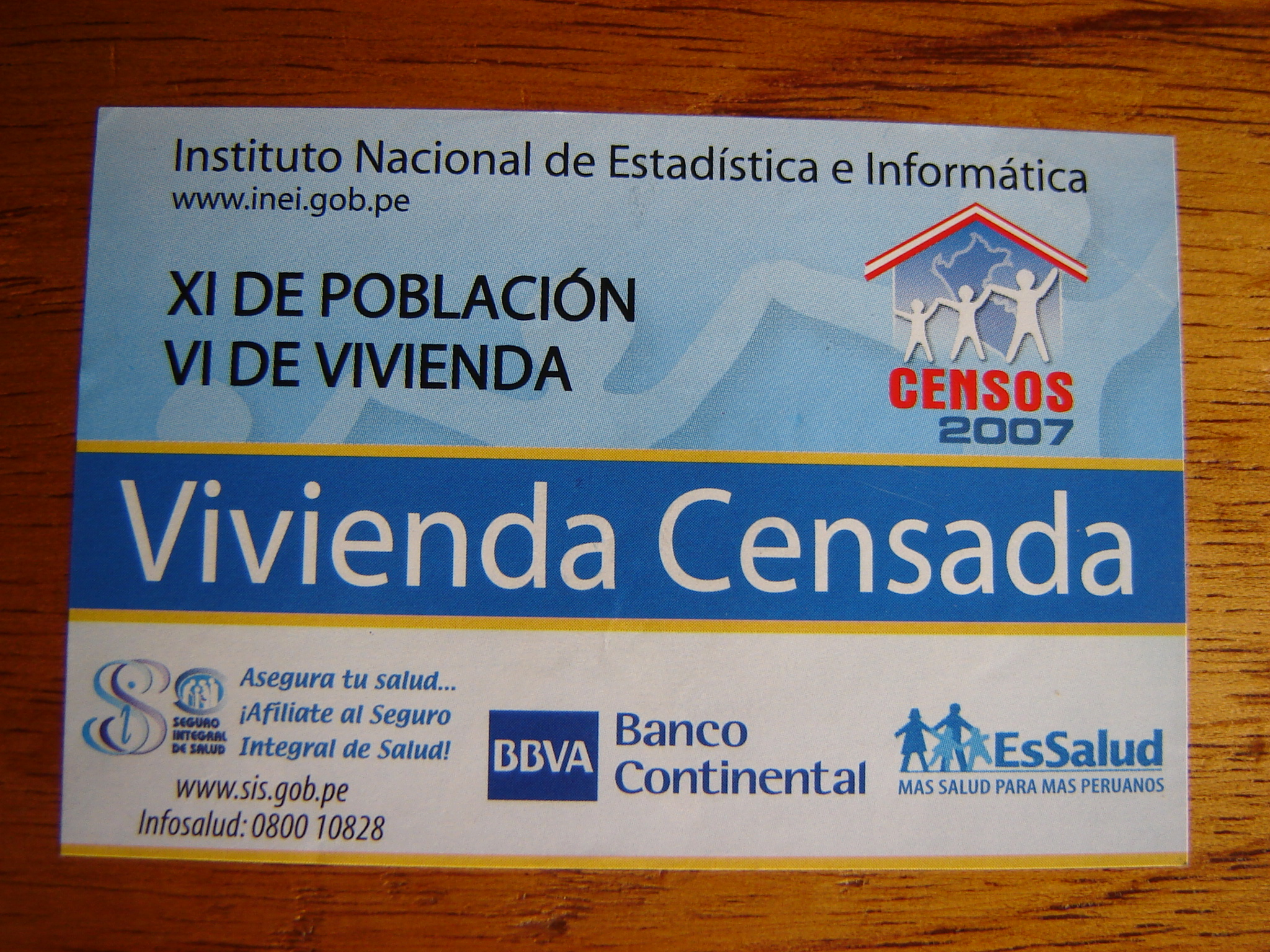
Distintivo que usó el INEI en el Censo 2007.

El Instituto Nacional de Estadística e Informática (INEI) es un organismo técnico especializado autónomo del Perú. Se encarga de dirigir los sistemas nacionales de estadística y también de informática del país. Es también encargado de los censos de población, de vivienda, de empresas, agrarios, universitarios, etc.
El INEI es el órgano rector de los Sistemas Nacionales de Estadística e Informática en el Perú. Norma, planea, dirige, coordina, evalúa y supervisa las actividades estadísticas e informáticas oficiales del país. Para el cumplimiento de sus objetivos y funciones consiste con autonomía técnica y de gestión, establecida en su ley de creación.

## Funciones
- Evaluar la Política y el Plan Nacional de Estadística e Informática; así como, coordinar y orientar la formulación y evaluación de los planes sectoriales, regionales, locales e institucionales.
- Coordinar y/o ejecutar la producción de las estadísticas básicas a través de los censos, encuestas por muestras y registros administrativos del sector público, así como mantener actualizada la cartografía censal.

- Producir y difundir los índices de precios al consumidor, así como el comportamiento de las principales variables económicas y sociales.
- Desarrollar investigaciones orientadas a la previsión del comportamiento de las principales variables macroeconómicas.
- Establecer normas y estándares nacionales para la regulación y compatibilización de los sistemas de tratamiento de la información.
- Coordinar sobre normas y estándares para la implementación de sistemas de comunicación entre computadoras, en el ámbito regional y nacional.
- Promover el desarrollo de sistemas y aplicaciones informáticas de uso común para el sector estatal, en las regiones y a nivel nacional.
- Coordinar la transferencia de Sistemas Informáticos desarrollados a aquellos organismos del estado que no lo disponen, y, ejecutar actividades que por economía de escala solo se justifican efectuarlas centralmente para las entidades del estado, a nivel regional.
- Desarrollar y administrar el Banco Nacional de Información, así como normar el desarrollo y administración de los Bancos de Datos de los órganos integrantes de los Sistemas.
- Celebrar convenios sobre asistencia técnica, capacitación especializada y prestación de servicios de carácter estadístico e informático.
- Normar, orientar y evaluar la organización de las Oficinas de Estadística e Informática del Sistema; así como promover la creación de Oficinas de Estadística y/o Informática.
- Coordinar con los organismos responsables de la normatividad respecto a los planes contables, a fin de facilitar la captación de la información estadística y el procesamiento electrónico de datos.
- Participar en la elaboración de estadísticas para los organismos de integración económica y coordinar la obtención de estadísticas producidas en fuentes no nacionales, así como tender a su informatización.
- Coordinar, opinar y apoyar en los proyectos de prestación de asistencia técnica financiera nacional e internacional, que en materia de estadística o informática, requieran los órganos del Sistema Estadístico y/o Informático Nacional en todos sus niveles.
- Representar al país ante organismos internacionales, estadísticos o informáticos, y participar en certámenes relativos a la actividad estadística y/o informática.
- Cautelar la confidencialidad de la información, producida por los órganos de los sistemas.
- Reconocer y garantizar el derecho de la propiedad intelectual de los autores de programas de computación.
- Oficializar reportes y medios magnéticos emitidos por los órganos de los Sistemas.
- Producir y consolidar información e instrumentos informáticos para los fines de la seguridad nacional.
- Exigir la presentación de información financiera de las empresas constituidas en el país y de las sucursales de empresas extranjeras que se encuentren dentro de los límites económicos que el Instituto Nacional de Estadística e Informática determine, así como de las cooperativas, con excepción de las de ahorro y crédito, para los fines de elaboración de las estadísticas nacionales. El Instituto Nacional de Estadística e Informática podrá requerir la información financiera directamente a CONASEV o a la Superintendencia de Banca y Seguros, respectivamente, para el caso de aquellas empresas que presenten dicha información a las citadas entidades.

## Historia
En 1969, mediante Decreto Ley 17532 "Ley Orgánica de la Presidencia de la República", se crea la Oficina Nacional de Estadística y Censos - ONEC, con dependencia de la Oficina del primer ministro.
El 30 de diciembre de 1975, por Decreto Ley n.º 21372, se establece el "Sistema Estadístico Nacional" y se crea el Instituto Nacional de Estadística (INE), dependiente del primer ministro.
El 5 de abril de 1990, por Decreto Ley n.º 563 se modifica el artículo 56.º de la Ley del Poder Ejecutivo (Decreto Ley n.º 560) que amplia las responsabilidades del Instituto Nacional de Estadística como organismo encargado de conducir el Sistema Nacional de Estadística e Informática, debiendo formular y evaluar la política nacional de informática y regular las actividades de informática del Sector Público.
El 30 de abril de 1990, mediante Decreto Legislativo n.º 604, se aprueba la "Ley de Organización y Funciones del Instituto Nacional de Estadística e Informática" donde se precisa que el Instituto Nacional de Estadística e Informática es un Organismo Público Descentralizado con personería jurídica de derecho público interno, con autonomía técnica y de gestión, dependiente del Presidente del Consejo de Ministros. No obstante, la metodología del INEI ha sido objeto de críticas por parte de entidades como el Grupo de Análisis para el Desarrollo, que han alegado un sesgo favorable al gobierno de Alberto Fujimori.
El 21 de abril de 2001, mediante Decreto Supremo n.º 043-2001-PCM, se aprueba el Reglamento de Organización y Funciones del INEI, donde se definen las funciones y la estructura organizacional del INEI.
El 28 de junio de 2003, mediante Decreto Supremo n.º 066-2003-PCM, fusionan la Subjefatura de Informática del Instituto Nacional de Estadística e Informática - INEI y la Presidencia del Consejo de Ministros, a través de su Secretaría de Gestión Pública.

## Sedes del INEI
- Departamento de Lima (Sede Nacional). Av. General Garzón 654 - 658 - Jesús María
- Departamento de Lima. Jr. Hernán Velarde 275 - Lima Cercado
- Departamento de Amazonas. Jr. Amazonas 417 - Chachapoyas
- Departamento de Áncash - Huaraz. Jr. Dámaso Antúnez n.º 723 - Barrio de Belén - Huaraz
- Departamento de Áncash - Chimbote. Urb. Los Pinos Mz. A2 Lote 1 - Chimbote
- Departamento de Apurímac. Av. Circunvalación n.º 279
- Departamento de Arequipa. Santo Domingo 103, Ofic. 412
- Departamento de Ayacucho. Jr. Callao n.º 226
- Departamento de Cajamarca. Jr. Comercio n.º 629
- Departamento de Cusco. El Sol n.º 272
- Departamento de Huancavelica. Jr. Huayna Cápac n.º 157, Barrio de San Cristóbal
- Departamento de Huánuco. 28 de Julio n.º 835
- Departamento de Ica. Av. Municipalidad n.º 209 - 213
- Departamento de Junín - Huancayo. Calle Real n.º 601 - 615 Huancayo
- Departamento de La Libertad - Trujillo. Av. Manuel Vera Enríquez n.º 504 - Urb. Las Quintanas
- Departamento de Lambayeque. Av. José Balta n.º 658, 1.er piso - Chiclayo
- Departamento de Loreto. Putumayo n.º 173 - Iquitos
- Departamento de Madre de Dios. Jr. Arequipa 154 - Puerto Maldonado
- Departamento de Moquegua. Av. Santa Fortunata Mza. Q3A Lote. 6 del CC.PP. San Antonio
- Departamento de Pasco. Centro Comercial Edif. n.º 4 Ofic. n.º 3 San Juan 2.º piso
- Departamento de Piura. Calle El Parque n.º 212 - Urbanización Santa Isabel Piura
- Departamento de Puno. Calle Lima n.º 531 - 541
- Departamento de San Martín - Moyobamba. Jr. Callao n.º 510
- Departamento de San Martín - Tarapoto. Jr. San Martín n.º 533 - Tarapoto
- Departamento de Tacna. Jr. San Martín n.º 520
- Departamento de Tumbes. Av. Tumbes Norte n.º 534 - 546
- Departamento de Ucayali. Jr. Tacna n.º 865 - Pucallpa

## Jefes institucionales
- Félix Murillo Alfaro (1990-2000)
- Gilberto Moncada Vigo (2000-2002)
- Emilio Farid Matuk Castro (2002-2006)
- Renán Quispe Llanos (2007-2010)[2]
- Hermógenes Alejandro Vílchez de los Ríos (2011-2015)[3]
- Aníbal Sánchez Aguilar (2015-2017)
- Dante Rafael Carhuavilca Bonett (2020)